# 役割町
役割町（やくわりちょう）は、愛知県名古屋市中区の地名。

## 地理
北は南園町2丁目、東は常盤町、南は永楽町、西は東洲崎町に接していた。

### 学区
- 中学校 - 名古屋市立丸の内中学校
- 小学校 - 名古屋市立栄小学校[5][6]

### 人口
国勢調査による人口の推移
| 1950年（昭和25年） | 41人 |  |
| 1955年（昭和30年） | 69人 |  |
| 1960年（昭和35年） | 90人 |  |
| 1965年（昭和40年） | 74人 |  |

## 歴史

### 地名の由来
当地は江戸時代には武家屋敷地にあたり、役割御手足軽が居住していたことに由来するという。

### 沿革
- 1878年（明治11年） - 役割町として成立[1]。
- 1878年（明治11年）12月20日 - 名古屋区成立に伴い、同区役割町となる[1]。
- 1889年（明治22年）10月1日 - 名古屋市成立に伴い、同市役割町となる[1]。
- 1908年（明治41年）4月1日 - 中区成立に伴い、同区役割町となる[1]。
- 1944年（昭和19年）2月11日 - 栄区成立に伴い、同区役割町となる[1]。
- 1945年（昭和20年）11月3日 - 栄区廃止に伴い、中区役割町となる[1]。
- 1966年（昭和41年）3月30日 - 一部が栄一丁目に編入される[7]。
- 1969年（昭和44年）10月21日 - 全域が大須一丁目に編入され、消滅[1]。